# Osada (film)
Osada (tytuł oryginalny The Village) – amerykański film z 2004 w reżyserii M. Nighta Shyamalana.

## Obsada
| Aktor                  | Rola             |
| ---------------------- | ---------------- |
| Jayne Atkinson         | Tabitha Walker   |
| Adrien Brody           | Noah Percy       |
| Jesse Eisenberg        | Jamison          |
| Brendan Gleeson        | August Nicholson |
| Judy Greer             | Kitty Walker     |
| Bryce Dallas Howard    | Ivy Walker       |
| William Hurt           | Edward Walker    |
| Cherry Jones           | Pani Clack       |
| John Christopher Jones | Robert Percy     |
| Joaquin Phoenix        | Lucius Hunt      |
| Michael Pitt           | Finton Coin      |
| Sigourney Weaver       | Alice Hunt       |
| Celia Weston           | Vivian Percy     |

Reżyser filmu M. Night Shyamalan gra strażnika siedzącego za biurkiem; jego odbicie jest widoczne w szybie.

## Fabuła
Obraz ukazuje społeczność żyjącą w niewielkiej osadzie pośród lasów stanu Pensylwania, sprawiającej wrażenie zwykłej XIX-wiecznej wsi. Mieszkańcy żyją jednak w strachu przed przerażającymi istotami, o których krążyły legendy w całej Ameryce. Ludzie trzymają się niepisanych reguł, które zapewniają im nietykalność i pozorne bezpieczeństwo ("Nigdy nie wchodź do lasu – Oni tam czekają. Nigdy nie odsłaniaj czerwonego koloru – on Ich przyciąga. Nasłuchuj bicia dzwonu – gdy będą nadchodzić."). Na tym tle rozgrywa się główny wątek miłości dwóch młodych mężczyzn – Luciusa Hunta i opóźnionego w rozwoju Noah Percy’ego – do niewidomej dziewczyny Ivy Walker. Jeden z nich wkrótce łamie pierwszy zakaz, co skutkuje nadejściem "Tych, O Których Nie Mówimy". Jest to pierwszy krok do odkrycia prawdy o osadzie.

## Nagrody i nominacje
Oscary za rok 2004
- Najlepsza muzyka – James Newton Howard (nominacja)

## Nawiązania
Film został sparodiowany w komedii Straszny film 4.